# Notomys
Notomys (Lesson, 1842) è un genere di Roditori della famiglia dei Muridi.

## Descrizione

### Dimensioni
Al genere Notomys appartengono roditori di piccole dimensioni, con lunghezza della testa e del corpo tra 80 e 160 mm, la lunghezza della coda tra 120 e 205 mm e un peso fino a 100 g.

### Caratteristiche craniche e dentarie
Il cranio è arcuato, particolarmente nella regione parietale. Il rostro è compresso, la scatola cranica è arrotondata. Le creste sopra-orbitali sono mancanti mentre la bolla timpanica è grande.
Sono caratterizzati dalla seguente formula dentaria:

### Aspetto
La pelliccia è soffice. Le orecchie sono grandi. I piedi sono estremamente allungati, adattati per il salto. I cuscinetti plantari sono ridotti a 3 o 4. Il terzo dito è il più lungo, il secondo ed il quarto sono leggermente più corti, il quinto è estremamente ridotto. L'alluce è molto corto. Le zampe anteriori sono piccole, le dita sono normali. La coda è lunga con un ciuffo di peli terminale. Le femmine hanno due paia di mammelle inguinali. Nei maschi, e talvolta anche nelle femmine, della maggior parte delle specie è presente una sacca ghiandolare localizzata tra il collo ed il petto.

## Distribuzione
Questo genere è diffuso in Australia.

## Tassonomia
Il genere comprende 9 specie.
- Notomys alexis
- Notomys amplus †
- Notomys aquilo
- Notomys cervinus
- Notomys fuscus
- Notomys longicaudatus †
- Notomys macrotis †
- Notomys mitchelli
- Notomys mordax †